# Вили Петков
Вили Петков (8 март 1912 – 22 юли 1995) е български футболист, полузащитник, който по време на състезателната си кариера играе за Тича (Варна).

## Биография
Петков дебютира за ФК Тича на 17-годишна възраст през 1929 г. и играе за клуба в продължение на 13 години. Дългогодишен капитан на отбора. През 1935 и 1936 с тима достига до финала на Държавното първенство, където са допуснати загуби с 0:4 от Спортклуб (София) и с 0:2 от Славия. Лидер и капитан на шампионския състав на Тича, който завършва на 1-во място в Националната футболна дивизия през сезон 1937/38. В хода на първенството изиграва 17 мача. В трите години, в които се провежда Националната футболна дивизия, записва в нея общо 47 мача и отбелязва 7 гола.
Извън футбола е банков служител.

## Успехи
Тича
- Национална футболна дивизия –  Шампион: 1937/38
- Държавно първенство –  Вицешампион (2): 1935, 1936